# Carnots sats (termodynamik)
Carnots sats, också kallad Carnots teorem eller Carnots regel, formulerades 1824 av Nicolas Léonard Sadi Carnot och är en princip som bestämmer gränserna för den maximala verkningsgrad (Carnotverkningsgrad) som en värmemaskin kan uppnå. Carnotverkningsgraden beror enbart av skillnaden i temperatur mellan den varma och kalla reservoaren.
Carnots teorem säger: 
- Alla irreversibla värmemaskiner mellan två värmereservoarer har lägre verkningsgrad än en Carnotmaskin som arbetar mellan samma reservoarer.
- Alla reversibla värmemaskiner mellan två värmereservoarer har samma verkningsgrad som en Carnotmaskin som arbetar mellan samma reservoarer.

Formeln för denna maximala verkningsgrad lyder
{\displaystyle \eta _{\text{max}}=\eta _{\text{Carnot}}=1-{\frac {T_{C}}{T_{H}}}}
där TC är den absoluta temperaturen hos den kalla reservoaren, TH är den absoluta temperaturen hos den varma reservoaren, och verkningsgraden {\displaystyle \eta } är förhållandet mellan värmemaskinens arbete och den värme som tas ut från den varma reservoaren.
Enligt den moderna termodynamiken, är Carnots sats ett resultat av termodynamikens andra lag. Historiskt var den dock grundad på den samtida caloric-hypotesen och föregick formulerandet av termodynamikens andra lag.

### Fotnoter
1. ↑  John Murrell. ”A Very Brief History of Thermodynamics”. Arkiverad från originalet den 22 november 2009. https://web.archive.org/web/20091122191251/http://www.sussex.ac.uk/chemistry/documents/a_thermodynamics_history.pdf.